# John Bourchier, 2:e baron Berners

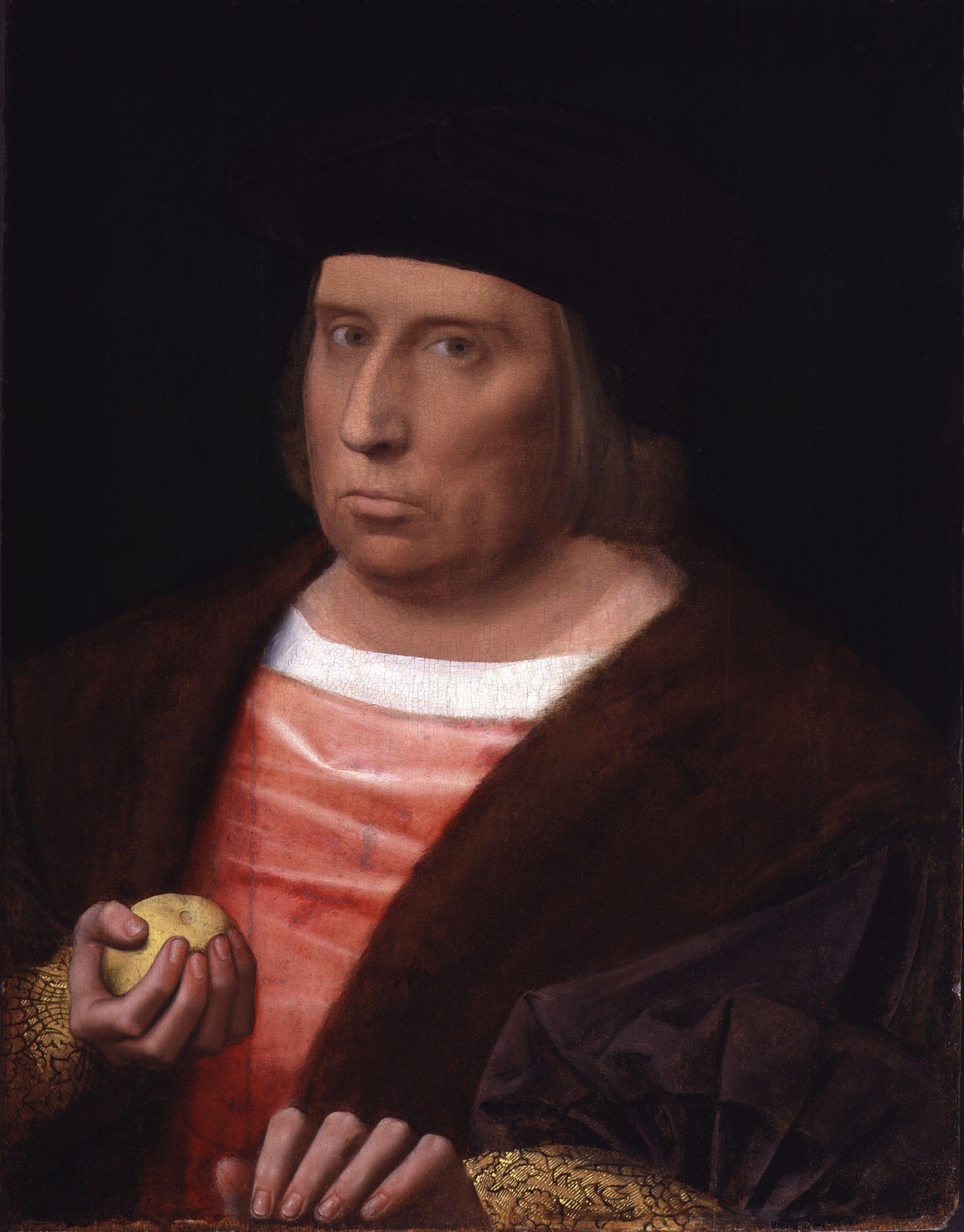
John Bourchier, 2:e baron Berners, målad av Ambrosius Benson.

John Bourchier, 2:e baron Berners, född 1467, död den 19 mars 1533, var en engelsk statsman och författare. Han var son till John Bourchier, 1:e baron Berners.
Berners tillhörde en släkt, som spelat en framträdande roll under rosornas krig, och räknades själv bland Henrik VIII:s personliga vänner. Han var en tid skattkammarkansler och tjänstgjorde 1520–33 som kommendant i Calais, där han ägnade sin mesta tid åt litterära värv. Ryktbar är hans på Henrik VIII:s uppfordran företagna översättning av Froissarts krönika ("Chronicles of Froissart", 1:a delen 1523, 2:a delen 1525, ny upplaga av Utterson 1812), hållen i en livlig och folklig stil, varför den blev mycket populär och dels direkt, dels som källa för Halls och Holinsheds krönikor utövade starkt inflytande på ämnesvalet i det elisabetanska dramat. Bourchier översatte även "Hyon of Bordeaux" och "The history of the moost noble and valyaunt knight Artheur of Lytell Brytaine" från franskan samt flera arbeten från spanskan, bland annat Guevaras El relox de principes ("The golden boke of Marcus Aurelius", 1534), varigenom han blev en förelöpare för "euphuismen" inom Englands litteratur.